# Phyxelida anatolica
Phyxelida anatolica är en spindelart som beskrevs av Griswold 1990. Phyxelida anatolica ingår i släktet Phyxelida och familjen Phyxelididae. Inga underarter finns listade i Catalogue of Life.